# Warner TV Next
Warner TV Next initialement intitulée Toonami est une chaîne de télévision thématique payante française, lancée le 11 février 2016 et appartenant au groupe Warner Bros. Discovery France. La chaîne diffuse des dessins animés de super-héros et des animés japonais.

## Histoire
En France, Toonami est initialement une émission diffusée sur la chaîne Cartoon Network dès 2002, chaque jeudis soir dans le cadre du programme Les Soirées Cartoon Network, avec des séries comme La Ligue des justiciers et Star Wars: Clone Wars. La chaîne Toonami est lancée le 11 février 2016 sur le canal 79 de la TV d'Orange, sur le canal 211 de Numericable, le canal 131 de SFR ainsi que sur le canal 49 de Mediaserv. Sa programmation comprend exclusivement des séries animées d'action. À la fin du mois de février 2016, la chaîne est reprise sur le canal 104 de l'opérateur Bouygues Télécom. À partir du 3 mai 2016, la chaîne est disponible chez Free, sur le canal 109. Le 7 décembre 2016, la chaîne rejoint les autres chaînes de la filiale Warner Bros. Discovery France sur le bouquet Molotov TV. La chaîne est disponible sur Canal+ à partir du le 17 janvier 2017, simultanément avec le lancement de la diffusion inédite de Dragon Ball Super. À compter du 24 juillet 2019, la chaîne cède sa place à Adult Swim de 23 h à 2 h du matin.
Le 1er septembre 2020, la chaîne change d'habillage et d'identité graphique, son logo est développé par les équipes de création internes de Warner Media France et réalisé par le studio Wicked Pixels,,. Toonami se repositionne vers une cible plus adulte et les programmes sont désormais non-censurés en journée.
Le 10 janvier 2023, faute d'accord entre le groupe Canal et Warner Bros. Discovery France, la chaine quitte les offres Canal. Le 13 mars 2023, le groupe Canal et Warner Bros. Discovery France poursuivent leur négociations. Le 28 juin 2023, il est annoncé que Toonami France doit être renommée Warner TV Next, le 4 septembre 2023. Depuis le 4 septembre 2023, Toonami devient Warner TV Next, reprenant la marque de Warner TV et Adult Swim est désormais diffusée à certains moments pendant la journée.

## Identité visuelle

Logo de Toonami du 11 février 2016 au 1er septembre 2020.
Logo de Toonami du 1er septembre 2020 au 4 septembre 2023.
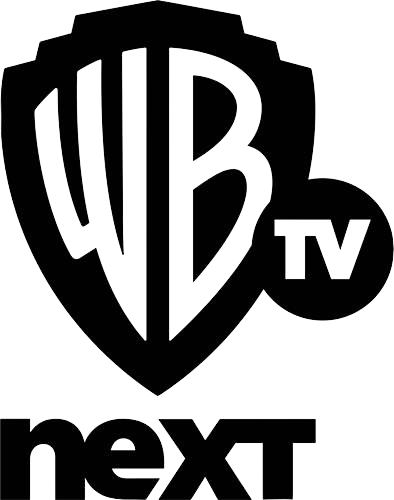
Logo de Warner TV Next depuis le 4 septembre 2023.
Logo actuel du bloc [adult swim]

### Slogans
- Du 11 février 2016 au 1er septembre 2020 : La chaîne des Super-Héros[9].
- Du 1er septembre 2020 au 4 septembre 2023 : Génération Super-Héros[7].
- Depuis le 4 septembre 2023 : Prêts pour la suite ?!

### Voix off
- Patrick Béthune (2016-2017, Toonami)
- Boris Rehlinger (2018-2023, Toonami)
- Martial Le Minoux (depuis 2023)
- Bastien Bourlé (depuis 2023)

### Adult Swim
Adult Swim est un bloc de programme destinée à un public adulte, diffusée de 2011 à 2015 sur Cartoon Network seulement en Suisse, puis du 8 avril 2015 jusqu’en fin juin 2016 sur L'Énorme TV, puis sur Toonami depuis le 24 juillet 2019[réf. nécessaire] de 23 h à 2 heures du matin.

### Programmes
- All Elite Wrestling - Les shows hebdomadaires Dynamite, les shows spéciaux ainsi que les PPV.
- Aqua Teen Hunger Force
- Archer
- Ballmastrz: 9009
- Batman (série télévisée d'animation, 1992)
- Batman (série télévisée d'animation, 2004)
- Films d'animation originaux de l'Univers DC
- Batwoman (série télévisée)
- Black Clover
- Black Dynamite
- Black Jesus
- Close Enough
- Dragon Ball
- Dragon Ball Super
- The Eric Andre Show
- Fena: Pirate Princess
- Final Space
- Harley Quinn
- Harvey Birdman, Attorney at Law
- Joe Pera Talks with You
- Le Frelon vert
- Loiter Squad
- Mr. Pickles
- My Hero Academia
- Primal
- Robot Chicken
- Rick et Morty
- Samouraï Jack
- The Cleveland Show
- The Venture Bros.
- Tender Touches
- Young Justice
- Les Héritiers de Captain Africa [10]